# キーチェーンアクセス
キーチェーンアクセス（Keychain Access）とは、Appleが開発したmacOS用のパスワード管理アプリケーション。

## 概要
macOSのパスワードやアカウント情報を保管する際に使うアプリケーションである。
なお、macOS Sonomaからは起動時にシステム設定のパスワード設定の使用を推奨するダイアログが表示される。
macOS Sequoiaではパスワードに置き換えられる形で、アプリケーションの場所が/System/Applications/Utilitiesから/System/Library/CoreServices/Applicationsに変更された。

## 起動方法
Finderのアプリケーション内のユーティリティフォルダを開くことで起動できる。

## キーチェーンの保存場所
キーチェーンのデータベースは~/Library/Keychains/または/Library/Keychains/に保存される。
Apple Accountを使用している場合は、iCloudキーチェーンに保存される。